# The Columbus EEP Thee (EP)
The Columbus EEP Thee är en oberoende EP av Emery från år 2004, innan de skrev kontrakt med skivbolaget Tooth & Nail Records.

## Låtlista
1. It Always Depends - 3:47
2. To Whom It May Concern - 3:53
3. The Walls - 4:04
4. Shift - 4:29
5. When Broken Hearts Prevail - 5:52
6. The Weak's End - 7:25
7. The Secret - 8:33